# Velhagen & Klasing
Velhagen & Klasing est une ancienne maison d'édition allemande fondée à Bielefeld en 1833 par August Velhagen, spécialisée dans l'histoire de l'art. Elle possédait des filiales à Berlin, Leipzig et Vienne. Elle disparaît en 1954, rachetée par Cornelsen Verlag.
En 1886, elle lance le périodique illustré Velhagen & Klasings Monatshefte, qui disparaît en 1953. L'année suivante, le fonds de la maison est racheté par Cornelsen Verlag.
Au début du XXe siècle, elle publia, sous la direction d'Hermann Knackfuss, un certain nombre de monographies d'artistes :

## Liste des publications

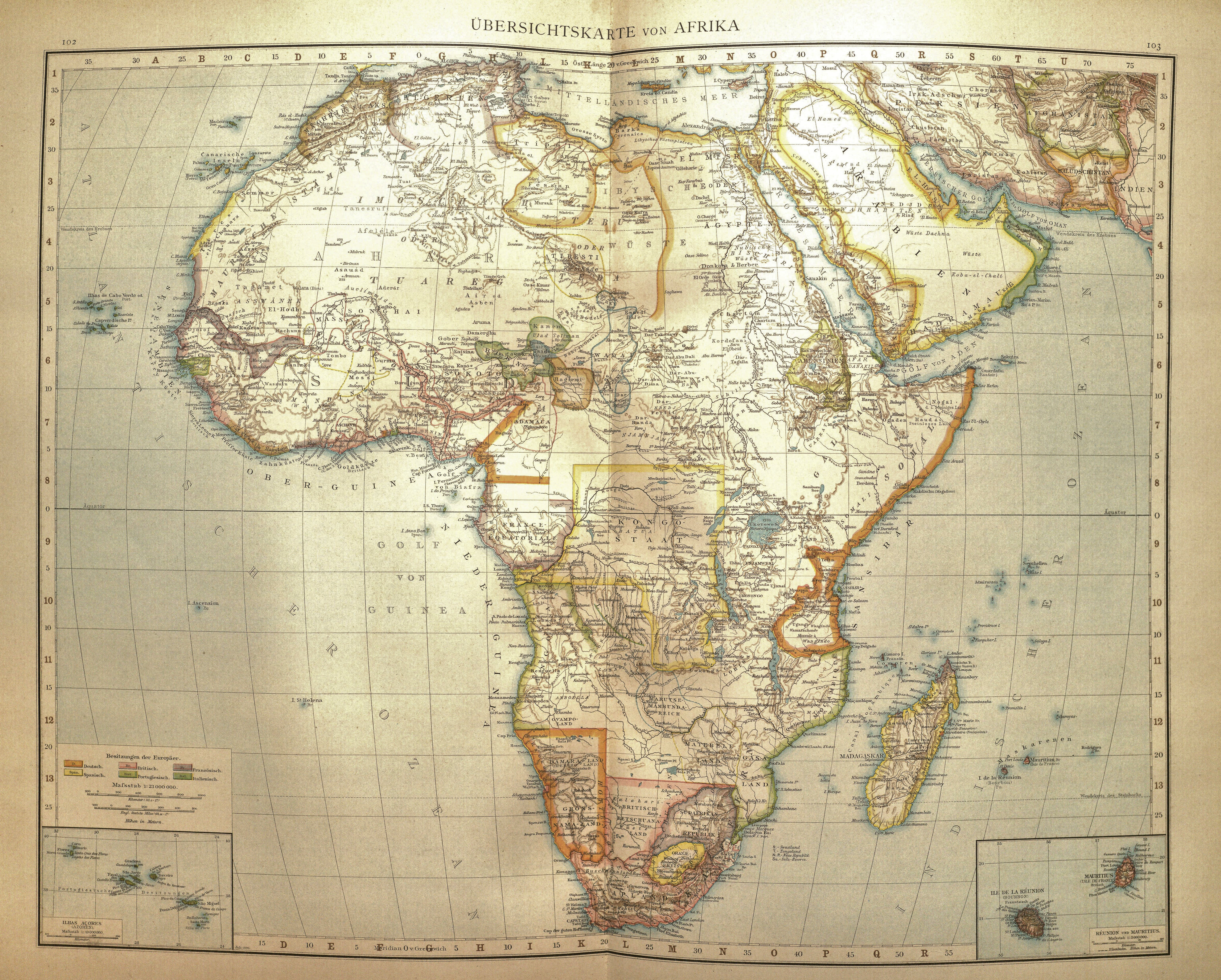
Übersichtskarte von Afrika, 1886 (de Andree's Allgemeiner Handatlas, 1887)

Selon la numérotation et l'orthographe de la maison d'édition.
- 1 Raffael
- 2 Rubens
- 3 Rembrandt
- 4 Michelangelo
- 5 Dürer
- 6 Velasquez
- 7 Menzel
- 8 Teniers der Jüngere par Adolf Rosenberg, deuxième édition en 1901.
- 9 A. v. Werner
- 10 Murillo
- 11 Knaus
- 12 Frans Hals
- 13 A. van Dyck par Hermann Knackfuss, 1910.
- 14 Ludwig Richter
- 15 Watteau
- 16 Thorwaldsen
- 17 Holbein
- 18 Defregger
- 19 Terborch und Jan Steen
- 20 Reinhold Begas
- 21 Chodowiecki
- 22 Tiepolo
- 23 Vautier
- 24 Botticelli
- 25 Ghirlandajo
- 26 Veronese
- 27 Mantegna
- 28 Schinkel
- 29 Tizian
- 30 Corregio
- 31 Schwind
- 32 Rethel
- 33 Leonardo da Vinci
- 34 Lenbach par Adolf Rosenberg, la troisième édition fut publiée en 1903.
- 35 van Eyck, Hubert und Jan
- 36 Canova
- 37 Pinturichio
- 38 Gebhart
- 39 Memling
- 40 M. von Munkacsy par F. Walther Ilges, 1899
- 44 Adriaen und Isack van Ostade par Adolf Rosenberg, 1900.
- 45 Liebermann par Hans Rosenhagen, 1900.
- 47 Verestschagin par Eugen Zabel, 1900
- 61 Koner par Mar Jordan, 1901.
- 70 Böcklin par Fritz H. Ostini, 1904.
- 106 Ph. A. von Laszlo par, O. von Schleinitz, 1913
- 107 Lovis Corinth par Dr. Georg Biermann, la deuxième édition fut publiée en 1922.